# Trichomalopsis braconophaga
Trichomalopsis braconophaga är en stekelart som först beskrevs av Peter Cameron 1912.
Trichomalopsis braconophaga ingår i släktet Trichomalopsis och familjen puppglanssteklar. Inga underarter finns listade i Catalogue of Life.